# Разбойна (Тирговиштська область)
Разбо́йна (болг. Разбойна) — село в Тирговиштській області Болгарії. Входить до складу общини Тирговиште.

## Населення
За даними перепису населення 2011 року у селі проживали 455 осіб.
Національний склад населення села:
| Національність   | Кількість осіб | Відсоток |
| ---------------- | -------------- | -------- |
| турки            | 285            | 64,0%    |
| болгари          | 146            | 32,8%    |
| цигани           | 4              | 0,9%     |
| інша             | 3              | 0,7%     |
| не визначились   | 7              | 1,6%     |
| Всього відповіли | 445            |          |

Розподіл населення за віком у 2011 році:
Динаміка населення: